# 箸

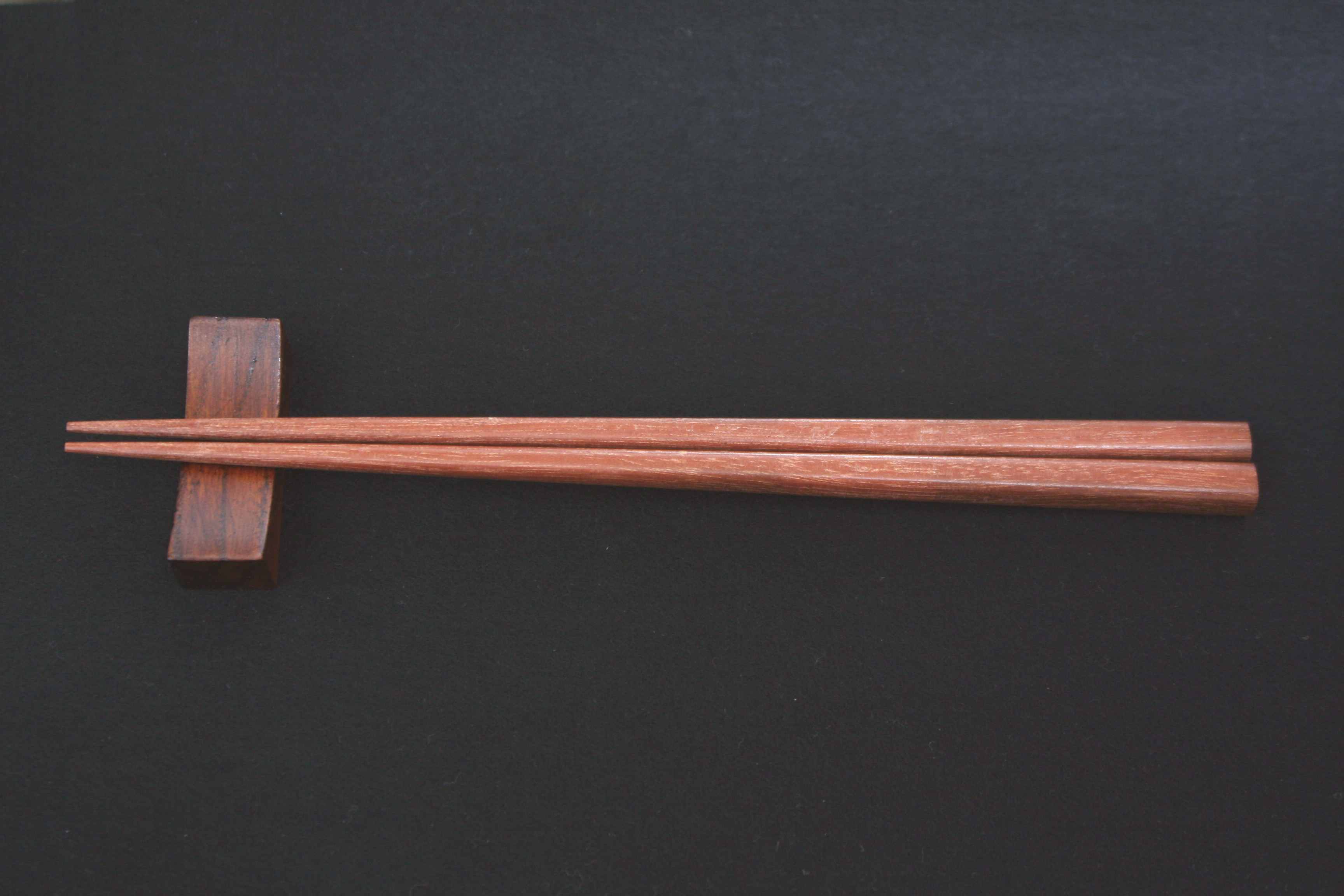
箸（上にのっている二本の棒が箸、下は箸置き）

箸（はし、中国語: 筷子）とは、二本一対になった棒状のものを片手で持つ食器のことであり、食べ物を挟んで移動させることが出来る。古代の中国で発祥し、今は東アジア地域を中心に広く用いられている。

## 主な特徴
箸は、材質や形状などに様々なバリエーションがあるが、同じ長さの2本の棒状のものが1組になっている点はほぼ全ての箸に共通している。多くの場合、模様や装飾の類も左右対称または合わせて一つの模様になるよう2本に同じ物が施されている。
また、箸には通常「先」がある。基本的に棒のどちらか一端のみが食べ物に接触することが前提となっている。これは棒の一端が細くなっていること、装飾などがないこと、などによって見分けられる。ただし、祝箸の様に先が両端に存在する物もある。
多くの場合、皿などの器にある料理を掴んで別の皿や自分の口に持って行くために用いられ、食器の一種に位置づけられる。材質には各種の木、竹、金属、プラスチック、象牙などがあり、口中を傷つけないように尖った部分を削るか、漆などで覆われている。

## 各国の食法と箸

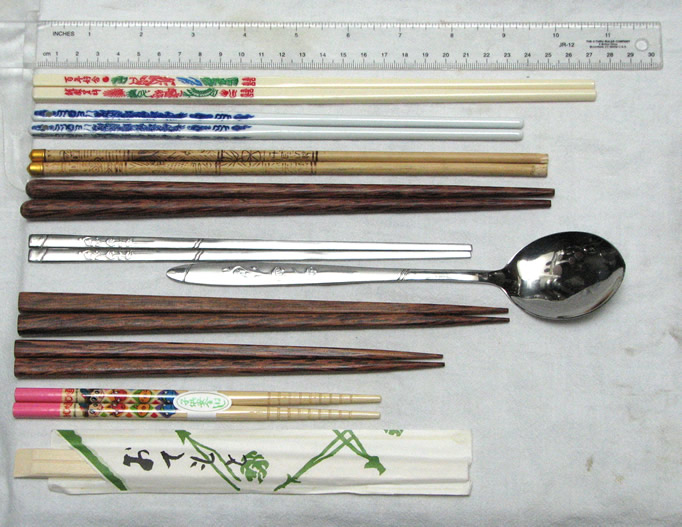
上から、中国本土・台湾・チベット・ベトナム（越南）・朝鮮半島匙箸・日本夫婦箸・日本の子供用箸・日本の割り箸

中国・台湾・朝鮮半島・ベトナムでは「箸を主に使い、レンゲ（朝鮮半島では朝鮮匙）で補助する」という形をとる一方、日本では「箸のみ」が使われている。日本の箸は澄まし汁や味噌汁といった汁物にも使うため、椀を手に持って口に運ぶのも日本だけであるとされる。
日本、中国、韓国、北朝鮮、台湾、シンガポール、ベトナム、タイ、ラオス、カンボジア、モンゴルなどで日常的に使われてきた。このうちタイとカンボジアとラオスでは、汁に入った麺類を食べるときだけ、箸とレンゲを使う。その他の料理にはスプーンとフォークを用いるが、蒸したもち米をちぎり、手で丸めて食べる「カオ・ニャオ」が好まれる地域では手も使う。椀に口を付けず麺も啜らないベトナムでは、粥や汁物はスプーン（もしくはレンゲ)のみ、麺類は箸とレンゲ、一般的な食事には箸とスプーンを用いる（汁物が全くなければ箸のみの場合もある）。日本料理や中華料理の世界的な普及により、欧米諸国でも、箸を使える人は少なくない。
世界の約3割の人が箸で、4割が手で、残り3割がナイフ・フォーク・スプーンで食事をしているとの統計があり、これは、食物の違いや調理法に起因するとする見方がある。全体的に見ると「粘り強い白米・炒め物・魚・鍋料理をよく食べる地域では箸、肉・野菜・スープをセットで食べる地域ではナイフ・フォーク・スプーン、麺料理をほとんど食べない地域では手」のように分かれている。また、はさむ食材が多い料理には箸を、突く・乗せる食材が多い料理にはフォークを使う食法が発展したとする。

### 日本

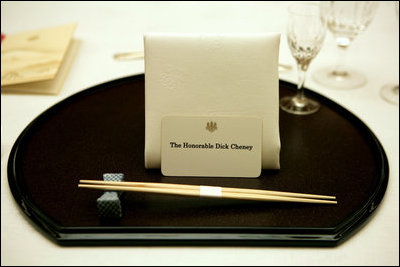
会席膳に載せられた箸と箸置き（首相主催の晩餐会にて）

日本において、食事に用いられる箸の典型は、短い木に漆・合成樹脂を塗ったもので、塗り箸と呼ばれる。漆を塗り重ねた箸には独特の光沢があり慶事などに用いられる。一方、木目の美しさを出すために表面に漆などによる塗りを施さない箸もある。日本の箸は、片端のみ、先が細くなっているものが多い。日本の箸の先が細くなっているのは、骨付きの魚を食べる際、骨と身をより分けやすくするためである。例外として、祝箸は両端ともに端に向かって細くなっている。また、塗りを施していない箸には木目の美しさを強調するために後端を片面に向かって鋭角に切り落とす「天削げ」と呼ばれる加工を施したものがあり、近年では塗り箸にも装飾のために天削げの加工を施したものがある。
日本の箸は、塗り箸など木製が古くから主流であり、次いで竹製が使われる。現代では子供用や一部の食堂などでプラスチック製もよく使われる。塗り箸の主なものに、若狭塗と輪島塗があり、その他に津軽塗、会津塗、秀衡塗、江戸塗、鎌倉塗、村上堆朱塗、木曾塗、飛騨春慶塗、籃胎塗などがある。この他にも種々の民芸箸、創作箸があり、日本各地の神社仏閣でも夫婦箸や長寿箸といった各種の授与箸が配布されている。
また、割れ目の入った細長い木片または竹片を縦に2つに割ることで箸になる割り箸もある。これは使い捨て用の安価な箸として、店舗などで販売される弁当や一部の食堂などで提供される。森林の乱伐につながると問題視する意見もある一方、材木として役に立たない木片や間伐材を使っているため森林保全に役立っているとする意見もある。
食事用の箸を数える助数詞は日本語では「膳」である。二本一組で一膳や一双と数える。食事以外に使用する箸の助数詞は組・揃え・具などが使われる。

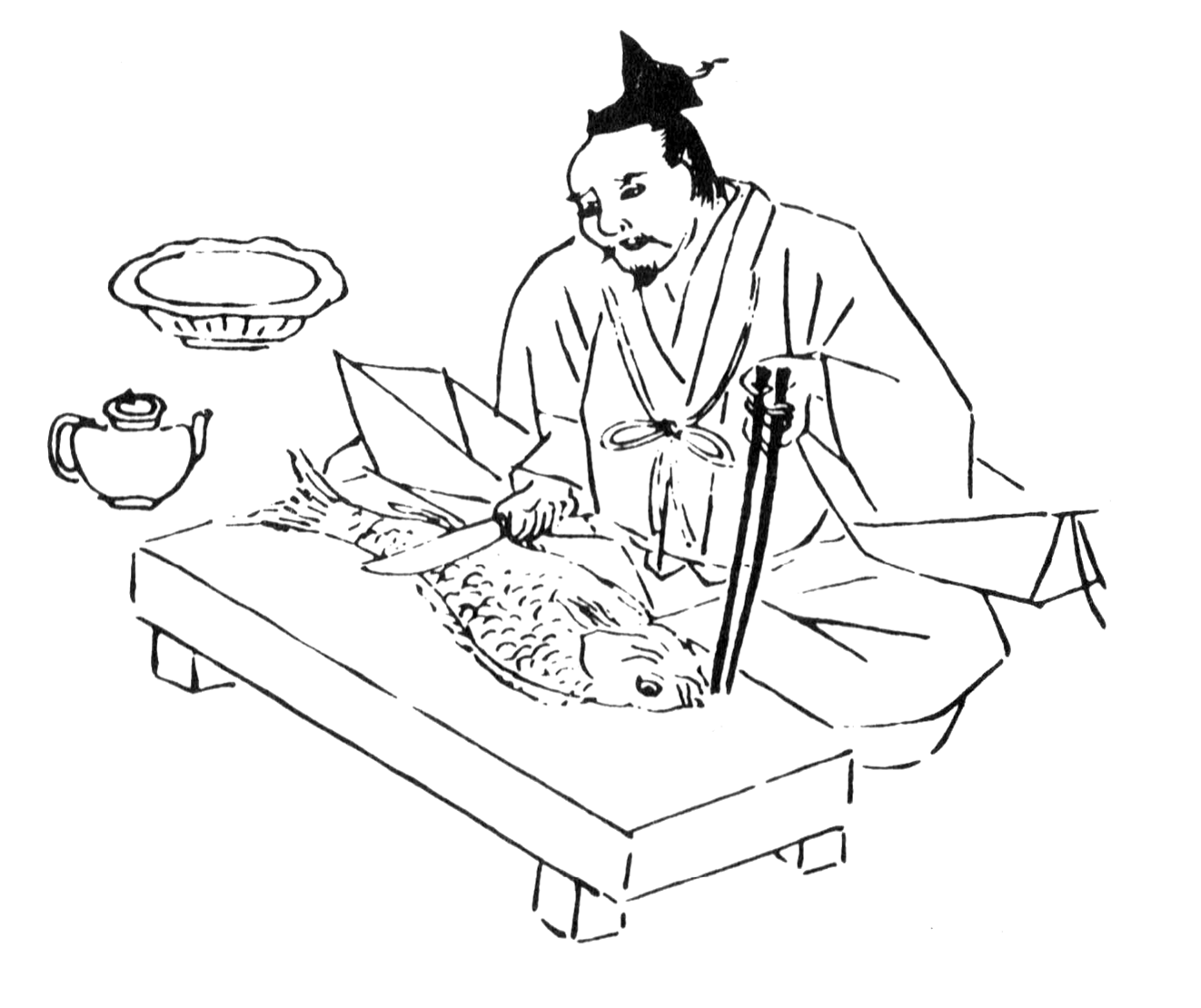
真名箸と包丁刀を使って鯉をさばく包丁師。『七十一番職人歌合』 五十七番「包丁師」より (1500年頃)

調理専用の箸には、菜箸や真魚箸があり、食事用の箸より長く、約30cmから40cmの長さがある。盛り箸という名前でも知られる真魚箸（真名箸、魚箸、生膾箸（まなばし）、爼（なな）箸などとも）は平安時代には登場した。鳥や魚を割いたり切ったりするときの補助や盛り付けに使われる箸で、当時は主人が竹を削って作っていたが、現代ではアイスピック状の金属製チップに木などの握りを取り付けた物が多い。鳥や魚など生臭ものには真魚箸を、野菜には菜箸を使って香り移りを防ぐ。真魚箸と包丁を使って調理する「包丁師」は七十一番職人歌合絵巻でも見られ、現在でも四条流・包丁式などが神社で奉納されている。
取り箸は、自分が使っている箸で共用の皿から料理をとること（直箸）を嫌う日本で使われる取り分け用の箸のこと。特に懐石料理では青竹製の専用のものがよく用いられ、預け鉢には天節（止節）、焼き物には中節、八寸には両細（両口箸）で生臭ものと野菜をそれぞれの端で使い分けながら取り分ける。

#### アイヌの箸

アイヌ語圏における箸の名称

アイヌの人々が日常使用している箸は「パスイ（pasuy）」あるいは「イペパスイ（ipe-pasuy）」と呼ばれ、和人のものと同様で、箸の周囲に彫刻や頭部に鎖を彫りつけたものもある。また死者にも新品を副葬品として持たせる。特に、オンコ（イチイ）から作った箸の頭部に小刀（マキリ）で鈴状の飾りを掘り出した箸は「トゥムシコヮパスイ」「ドムシコッパスイ」と呼ばれ、子どもが1歳になったときのお祝いに与えられる。使っているうちにこの箸を壊すことは元気に育っている証拠とされる。
この他に、酒を用いる神事でカムイ（神）に酒を捧げるために用いられるへら状の一本箸「イクパスイ（iku-pasuy：捧酒箸）」、これに削り装飾が施されイオマンテなど重要な儀礼で使用される「キケウㇱパスイ（kike-us-pasuy：削りかけつき捧酒箸）」や、神が食べるのに用いる削り装飾が施された二本箸である「カムイイペパスイ（kamuy ipe pasuy）」、「マラプトパスイ（marapto pasuy客人である神の箸）」などの神用箸がある。

#### 沖縄の箸
沖縄の食堂などでは手元を赤、箸先を黄色に塗った竹塗箸の赤黄箸が用いられている。

### 中国

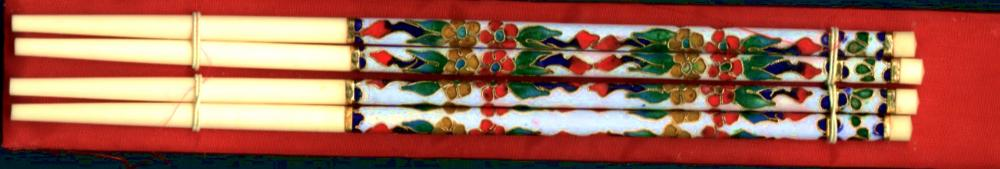
象牙製の箸

中国では、南北朝時代まで青銅製の箸が用いられたが、その後代には重金属の毒性を避けて使われなくなった。中国では、家族や来客に自分の箸で大皿から取り分けるのが親愛の情の表現とされてきた。このため日本よりも長めの箸が使われるとされる。先もその反対側も若干細くなっているが、日本の箸に比べてそれほど細くはなっていない。円柱型や四角柱型が多く、また四角柱型のものも、食べ物を挟む部分はたいてい円柱型をしている。最も高級なものは翡翠や象牙を用いるが、普通は竹や木を用いる。またプラスチック製の箸を用いることもある。現在は日本向けの割り箸を中国で製造してきた影響や衛生意識の向上から、中国でも割り箸が広まってきているが黒竜江省など中国東北部の白樺など森林資源の乱伐が懸念されている（「割り箸#諸問題」も参照）。おかず類に箸を使い、ごはんや汁類に散蓮華を使う。
中国では「筷子（kuàizi, クァイツ）と呼ばれ、日本で用いられる「箸」（zhù, チュ）という語や漢字は現在も閩語（びんご、広義の福建語)では口語として用いられる(莆仙語の対照表を参照)が、基本的に古語である。「筷子」は宋・元の頃、「立ち止まる」という意味の「住」や「佇」と同じ発音である「箸」の語を嫌った船乗りが逆の「早い」と言う意味の「快」を用いて「快児」（kuài ér, クァイル）といい改め、後に竹冠を加えた「筷」の字を当てて、滞りのない航海を願ったことから来たものとされる。また、「早く」子宝に恵まれるようにとの語呂合わせで娘が嫁ぐときに「筷子」を持たせる風習も一部にある。
ベトナムではドゥア（đũa/𥮊）と呼ばれ、中国と同じ程度の長さ（27cmほど）の四角柱型のものが使用される。麺食が多いため、塗り箸はあまり用いられない。木製あるいは樹脂製が多い。

#### 羹子筷
香港では2007年から箸の先端部分にくぼみを持たせスプーン状にした羹子筷（chopspoon）と呼ばれる箸が販売されている。

### 朝鮮
朝鮮では、青銅の重金属含量が低かったため、百済をはじめ古代から金属製の箸が用いられ続けた。匙と箸をあわせて「匙箸」（수저、スジョ）と呼ばれる。現在はステンレス製が主であり、王族や両班など支配階級を中心に銀などの金属食器が利用されてきた名残である。銀は硫黄や砒素と反応し変色するため、暗殺を未然に防ぐ効果もあった。おかず類に箸を使い、ごはんや汁類に匙を使う。

### その他
モンゴルでは箸はサバハと呼ばれ、蒙古刀（ホタクッ）の鞘（ヘト）に格納されている（刀と一体化した工芸箸は日本刀の笄櫃孔に装着する割れ笄も含め東アジアで広く見られる）。しかし、騎馬民族はあまり箸を使わずナイフで切って食べる。タイ・マレーシア、インドネシア、フィリピン、及びヨーロッパ、アメリカ大陸は匙食文化圏であるとされるが、タイ北部山地のリス族は箸食である。
イスラム教、ヒンドゥー教圏では食事に道具を使うことは汚れたことであり、手で食べることが最も清浄であるとされるため、これらの宗教圏は基本的に手食文化圏である。

## 歴史
古い時代の箸が発見されにくいのは、木や竹でできた箸は腐りやすく、また単なる木切れか箸かの区別もしにくいためと考えられる。
「箸」というものの最古例としては、中国の殷墟（紀元前 14 世紀ごろ - 紀元前 11 世紀ごろ）からの青銅製の長さ 26 cm、太さ 1.1 - 1.3 cm の箸六本の出土が報告されているが、食事用ではなく菜箸のような調理器具であったとされる。
殷の帝辛（紂王）（紀元前1100年ごろ）が象箸（象牙の箸）を使用したという逸話が『史記』巻38 宋微子世家、および『韓非子』喩老篇にあるが、悪逆非道ぶりを表すための作り話の一つとも言われる。
中国では箸に当たる記述として「箸」、「梜」、「梜提」、「筴」、「筯」、「快」、「快子」、「筷子」、「快児」などが用いられ、このうち「箸」が戦国時代（中国）に現れ、この字には竹冠が使われていることから、当時から竹製のものが一般に使われていたのではないかとされる。また、竹の棒の中央部分を加熱して曲げて作ったトングに由来するともされ、「竹筴」と呼ばれるピンセット状のものが戦国時代の湖北省随県曾侯乙墓から出土している。その後、孟子が「君子厨房に近寄らず」（君子遠庖廚）の格言に基づき、厨房や屠畜場でしか使わない刃物の、食卓上での使用に反対した。そして料理はあらかじめ厨房でひと口大に、箸にとりやすい大きさに切りそろえられ、食卓に出されるようになったので、箸が普及していったと言われる。西洋料理の食卓でフォーク・スプーンとともにナイフが使用されることとは対照的である。また、切りそろえる必要性から箸使用文化圏とまな板を常用する文化圏は概ね一致している。
儒教の経書の一つであり、前漢時代に成立した『礼記』の曲礼篇には箸を使うべき状況の例示があり、それによれば当時は手食の補助として、もっぱら羹の具を食べる時に使われていた事が分かる。中国で飯を箸でつまむようになったのは明代の頃からと言われる。
中国文化が周辺地域に影響力を及ぼすと共に（周辺地域の民族が外交的に中国・漢民族から野蛮人と見られたくないこともあって）、他の国でも使われるようになっていった。楽浪郡の遺跡からも箸と匙が見つかっている。
児童教育研究家の一色八郎は、日本で1膳の「唐箸」を食事に使い始めたのは、5世紀頃で、6世紀中頃に仏教とともに百済から伝来し、朝廷の供宴儀式で箸を採用したのは聖徳太子で、607年遣隋使として派遣された小野妹子一行が持ち帰った箸と匙をセットにした食事作法を取り入れたものと言っているが文献や出土品からは確認できない。
平安時代になると市街地の遺跡からも箸が出土しており、庶民にまで浸透していたことがうかがえる。箸であることが確実視されている日本最古の箸の出土品は7世紀後半の板蓋宮跡および藤原宮跡からの出土品である。
一方、6000年前の縄文時代の遺跡からも棒状の漆器が発見されており、これを日本最古の箸であると東京藝術大学の三田村有純教授は著書「お箸の秘密」で主張している。縄文人は縄文土器を使い鍋ものの様な料理を頻繁に食していた痕跡があるが、取り分けに使用した大型の匙は見つかっているが個人が使用する小型の匙は見つかっていない。日本人が食事に小型の匙を用いるようになったのは西洋化の進んだ近代以後であり、土器を使い始めた時期から熱い椀から素手で直接食事を取るわけにはいかず、箸は縄文時代から日本人に必要不可欠なものだったと推測している。
弥生時代末期の遺跡からは一本の竹を折り曲げピンセット状の形にした「折箸」が発見されているが、食べ物を口に運ぶためではなく、神に配膳するための祭祀・儀式用の祭器として使われたものであろうと言われる。
歴史書の「三国志」の巻30「魏書」30東夷伝にある魏志倭人伝に記載されている邪馬台国（3世紀の日本）において、儀礼の場で「食飲用籩豆手食」と籩豆（木製の高坏）に盛られた料理を手づかみで食べるという記述があり、この時点では手食文化があったとされる。現在の日本では寿司やお握りなど、一部の軽食では箸を使わずに食べる習慣が残っており、これらは手食文化の名残とされる。

## 使用法

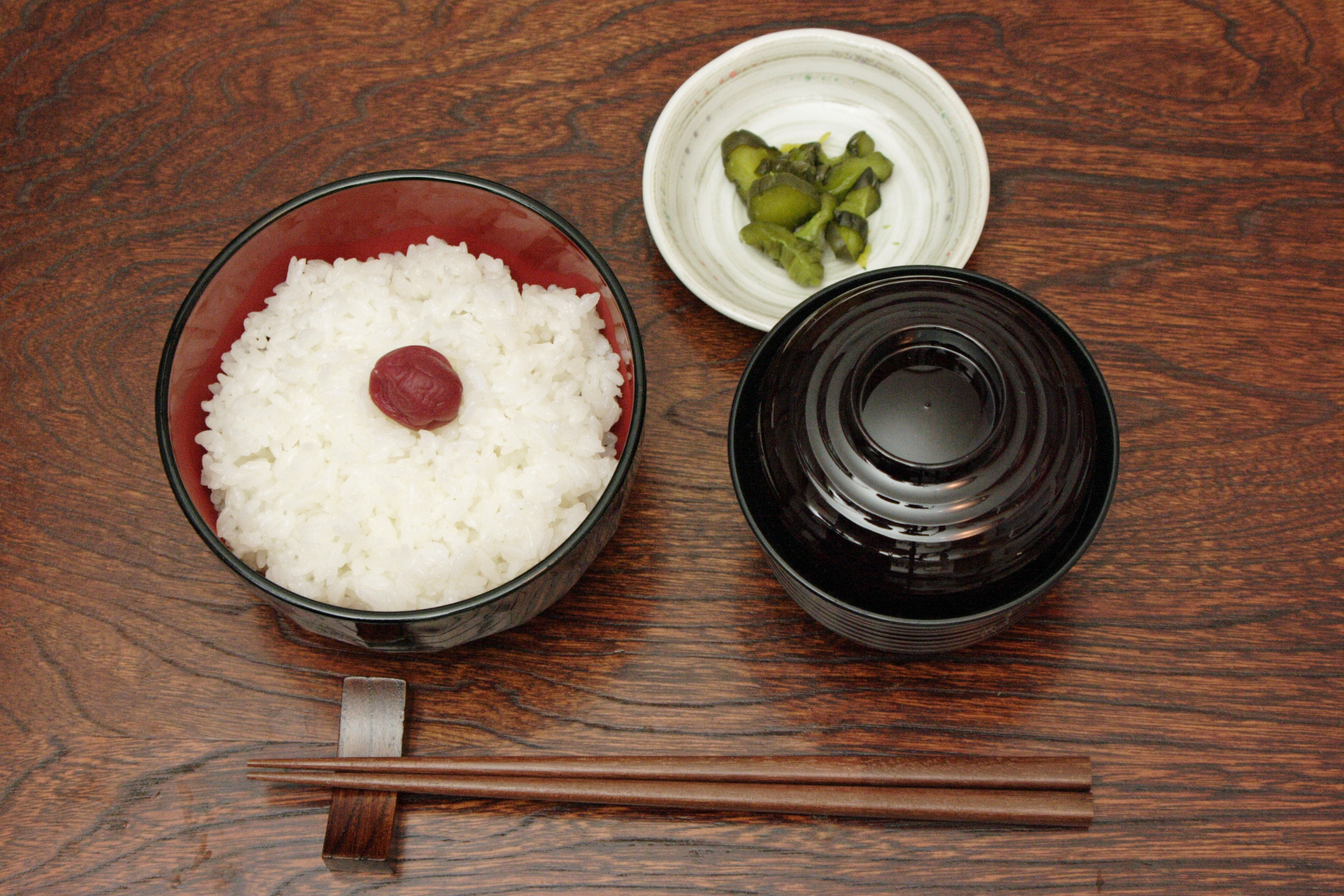
日本食での配膳例。箸は手前から見て水平に、箸先は通常左向きに置かれる。

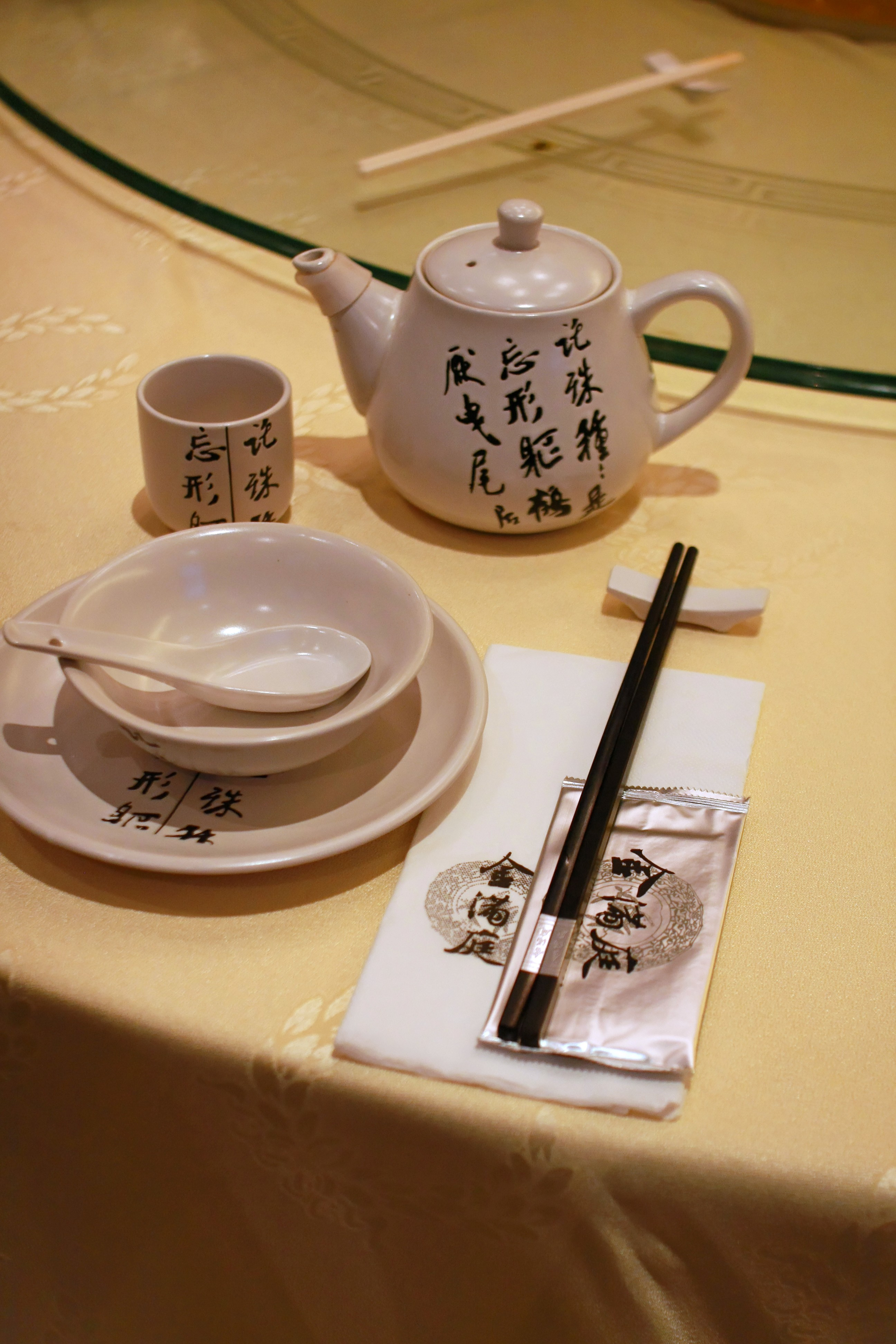
中国風セッティング。箸は手前から見て箸先を向こうに向けて置かれる。

箸は通常、他の食器と共に食卓の上におかれる。日本では箸先を左にして横向きに置かれ、現代の中国では箸先を向こうにして縦に置かれるが、陝西省長安県の南里王村に存在する唐中期の壁画や敦煌莫高窟の壁画では、箸が横向きに置かれた姿で描かれており、少なくとも唐の時代までは箸は横向きで置かれていたと考えられる。現代の中国の箸を縦に置く風習は宋の頃から定着し始めた。
箸は右手に持つことが作法とされる（箸の作法については嫌い箸も参照のこと）。一本を鉛筆を持つ要領で持ち（親指・人差指・中指で抓んだ状態）、もう一本を中指と薬指の間に挟む（主に親指の付け根と薬指の先の2点で固定する）と、伝統的で正しいとされている箸の持ち方になる。親指・人差指・中指で持っている方を動かし、薬指で支えている方は動かさない。
伝統的で正しいとされている持ち方をした場合、二本が 2 - 3 cm の隙間を隔てたまま平行にでき、手のひら側の箸同士は常に間隔が空いた状態となる。また、二本を大きく開かない限りは接触しない。伝統的で正しいとされている持ち方ができているかどうかは、鶏の卵を掴み、垂直に持ち上げられるかどうかや、鶉の卵大のものを掴んだ際、二本が平行に近いかたちとなっているかでもおおむね判断できる。
なお、箸を使う国の中で、箸のみを使って食事をする作法が確立されているのは日本だけといわれる。和食では椀に直接口をつけて汁を飲むことが許容されているため汁物を箸だけで食べるが、中華料理では汁物を食べる際にレンゲを使用し、朝鮮料理ではごはんには匙を、おかずなど副菜をつまんだり麺類を食べたりするときに箸を使うのが一般的である。

### 取り箸
日本では、各自が食べるものがそれぞれの器に必要量取り分けて供される個食化、および、各個人が使う食器がそれぞれ各人に固定されている食器の属人器化が一般的であり、多人数で共用する大皿料理や鍋料理には通常取り箸や共用匙が置かれ、これを使用して取り分ける。自身が使用している箸で直接取る直箸は非衛生的でマナー違反とみなされる。取り箸がない場合、箸を口につける前に取り分けたり、箸の口につけない頭側の端を使って取り分けることもしばしば行われる。
中国では来客に自分の箸で取り分けるのが親愛の情の表現とされるが、最近は公筷（公用箸）・公勺と呼ばれる取り箸・共用匙の利用が推進されている。特に2003年の新型肺炎発生以降、香港、シンガポール、中国でレストランや家庭において公筷公勺の使用が積極的に推進された。
香港では香港医学会を中心に「公筷公羹 安全衛生」キャンペーンが2005年から繰り広げられている。取り箸・共用匙の使用は2003年には46%だったが、2005年には65%に増加した。シンガポールでも新型肺炎以降、レストランにおける公筷公勺の使用が強化された。元々生活が洋式化されており、これが取り箸・共用匙の利用が促進される一因となっている。一方、中国では新型肺炎後、中高級ホテル・レストランでの公筷公勺の使用が推進されたが、罰則もなく利用者も必要性を感じないため2005年時点では徐々に廃れていっていることが懸念されている。
朝鮮料理ではパンチャン（반찬、飯饌）やチゲは通常直箸直匙であるが、朝鮮料理の世界化を目指す上で取り箸や共用匙の使用を薦める意見もある。

### 付属品
箸の付属品に、箸置、箸箱、箸筒、箸立、箸袋などがある。
箸置
箸の先をもたせかけるための小物。箸置きの起源は古代から伊勢神宮などで使用されている素焼きの耳かわらけとされている。
箸箱
箸の保管や持ち運びの際に用いる箱。
箸立
大衆食堂などで客人が自由に取って使えるように箸を収めた容器。
箸袋
平安時代には宮中の女官が箸箱に代えて自分の衣類の端切れを使って箸を保管する風習があり江戸時代まで続いた。割り箸の箸袋は1916年（大正5年）に大阪の藤村という職工が駅弁用に袋に入れた箸を衛生割箸として意匠登録したことに始まる。

## 食事以外での用法
火鉢の炭を取り扱うときの金属製の箸を火箸（ひばし）という。
また日本で箸は、火葬された遺骨を骨壷に移す、骨上げ（こつあげ）、骨拾い（こつひろい）のときにも使われる。そのときの骨箸（コツバシ）は、それぞれ長さの違う竹と木でできた特別なものを用い、参列者同士で遺骨を箸から箸へ受け渡す。日本で長さや材質など仕様が異なる箸を組み合わせて使ってはいけない、また箸から他の箸へ料理を渡してはいけないというマナーは、このことを連想させるために生まれたと言われる。

## 慣用表現
- 箸が転んでも可笑しい年頃
- 箸が進む（食が進む）
- 箸が端
- 箸にも棒にも掛からない
- 箸の上げ下ろし
- 箸より重いものを持たない
- 箸を付ける
- 箸を取る（食事する）
- 塗箸で芋を盛る
- 箸と主は太いがよい
- 箸に当たり棒に当たる
- 箸に目鼻をつけても男は男
- 箸にすたらぬ病人
- 箸を持たぬ乞食
- うまい飯なら箸をおかぬ
- 箸の弱いのと男の弱いのは食えない

## 日本の神話、伝説と箸
- スサノオが出雲国に降り立ったとき、川上から流れてくる箸を見つけたことを契機としてヤマタノオロチを退治しクシナダヒメを娶ったと古事記に記されている。詳細はヤマタノオロチ#古事記を参照。
- また古事記には、神功皇后の三韓征伐の渡海過程における神託のひとつとして、箸と柏の葉で皿を沢山作ってそれらを海の上に散らし浮かべてから船出するよう告げられる神話がある。
- 卑弥呼に比定されることもある倭迹迹日百襲媛命は夫の大物主の本体が蛇であることを知って驚き、夫に恥をかかせたことを悔いて倒れこみ、箸が陰部に刺さって死んだと日本書紀に記されている。詳細は箸墓古墳を参照。このことから4世紀には日本で箸が使われていたのではないかとする説もある[49]。
- 多賀大社杉坂の御神木、高尾山の飯盛杉、教行寺 (高槻市) の御箸杉など、貴人や高僧が食事に用いた箸を地面に突き立てたところ、根付いて大木や神木になったとする箸立伝説が日本各地にある[50]。これに関連して、山中で食事をする場合は家から箸を持ち込まず、周辺の枝を折って即席の箸として用い、使用後は速やかに折って捨てるものだとする伝承も存在した[51]。

## 箸の日、御箸祭、箸関連行事
日本では1975年より毎年8月4日を「箸の日」とし、東京山王日枝神社、奈良吉野杉箸神社では箸感謝祭、徳島箸蔵寺では箸供養が行われるほか、日本各地で箸にちなんだ行事が開催される。箸の日以外でも、一宮神社 (南魚沼市)、宮崎都農神社などで御箸祭など、箸に関連した祭事が行われている。